# Jakowlew Jak-25 (1947)
Jakowlew Jak-25 (russisch Яковлев Як-25) ist die Bezeichnung für ein sowjetisches Frontjagdflugzeug. Es entstand kurz nach dem Zweiten Weltkrieg in einer Reihe von ähnlichen Testmodellen zur Erprobung der zu jener Zeit gerade aufkommenden Strahltriebwerke. Da dieses Modell nicht über das Prototypenstadium hinauskam, wurde die Bezeichnung 1953 an ein zweistrahliges Flugzeug nochmals vergeben, siehe Jakowlew Jak-25.

## Geschichte
Dieses Muster entstand in direkter Folge zur Jak-19 und war mit ihr, abgesehen vom stärkeren Triebwerk und einer verstärkten Bewaffnung, identisch. Da die Piloten bei der schon im Truppendienst stehenden Jak-23 die durch die nach hinten gesetzte Kabine verursachte schlechte Sicht bemängelten, verlagerte man das Cockpit weit nach vorn.
Das Flugzeug bestand aus Metall und besaß einen trapezförmigen Flügel in Mitteldecker-Anordnung, das Leitwerk war gepfeilt. Die Streben des Hauptfahrwerks konnten in den Tragflügel eingezogen werden, die Haupträder sowie das Bugrad fuhren in den Rumpf ein.
Es entstanden zwei Prototypen mit den Bezeichnungen Jak-25/I und die mit Kraftstoffzusatzbehältern an den Flügelenden und Druckkabine ausgestattete Jak-25/II. Die Bodentests begannen am 31. Oktober 1947, die Flugerprobung folgte ab dem 2. November 1947 und wurde von Sergei Anochin durchgeführt. Sie endete im September 1948.
Da sich die MiG-15 als strahlgetriebenes Jagdflugzeug mit Pfeilflügeln zukunftsweisend erwiesen hatte, stellte man die Erprobung der Jak-25 zu ihren Gunsten ein.
1948 wurden mit den beiden Maschinen noch einige Tests mit einem Tandemfahrwerk mit Stützrädern an den Flügelenden absolviert. Eine Jak-25 kam beim Projekt „Burlaki“ (Бурлаки, Treidler) zum Einsatz. Dabei wurde das Flugzeug mit abgeschalteten Triebwerk am Seil hinter einer Tu-4 als Parasitjäger hergezogen. Bei einer Begegnung mit gegnerischen Jägern sollte das Triebwerk gestartet werden, die Jak-25 sich vom Seil lösen und den Bomber verteidigen. Es blieb bei Versuchen.

## Technische Daten
| Kenngröße             | Daten                    |
| --------------------- | ------------------------ |
| Besatzung             | 1                        |
| Spannweite            | 8,88 m                   |
| Länge                 | 8,65 m                   |
| Höhe                  | 3,30 m                   |
| Flügelfläche          | 14,00 m²                 |
| Flügelstreckung       | 5,6                      |
| Leermasse             | 2.285 kg                 |
| Startmasse            | 3.580 kg                 |
| Höchstgeschwindigkeit | 972 km/h in 3.000 m Höhe |
| Steigzeit             | 2,6 min auf 5.000 m      |
| Gipfelhöhe            | 15.200 m                 |
| Reichweite            | 1.445 km                 |
| Antrieb               | ein RD-500               |
| Leistung              | 15,6 kN                  |
| Bewaffnung            | drei 23-mm-MK NR-23      |